# Vails Gate
Vails Gate est une census-designated place du comté d'Orange, dans l'État de New York, aux États-Unis,. En 2020, elle compte une population de 3 368 habitants.